# Naoki Maeda (fodboldspiller, født 1994)
 For alternative betydninger, se Naoki Maeda. (Se også artikler, som begynder med Naoki Maeda)
Naoki Maeda (født 17. november 1994) er en japansk fodboldspiller, som spiller for den japanske fodboldklub Nagoya Grampus.